# نورادیلوو
نورادیلوو (به لاتین: Nuradilovo) یک منطقهٔ مسکونی در روسیه است که در داغستان واقع شده‌است.